# Imidazolinonas

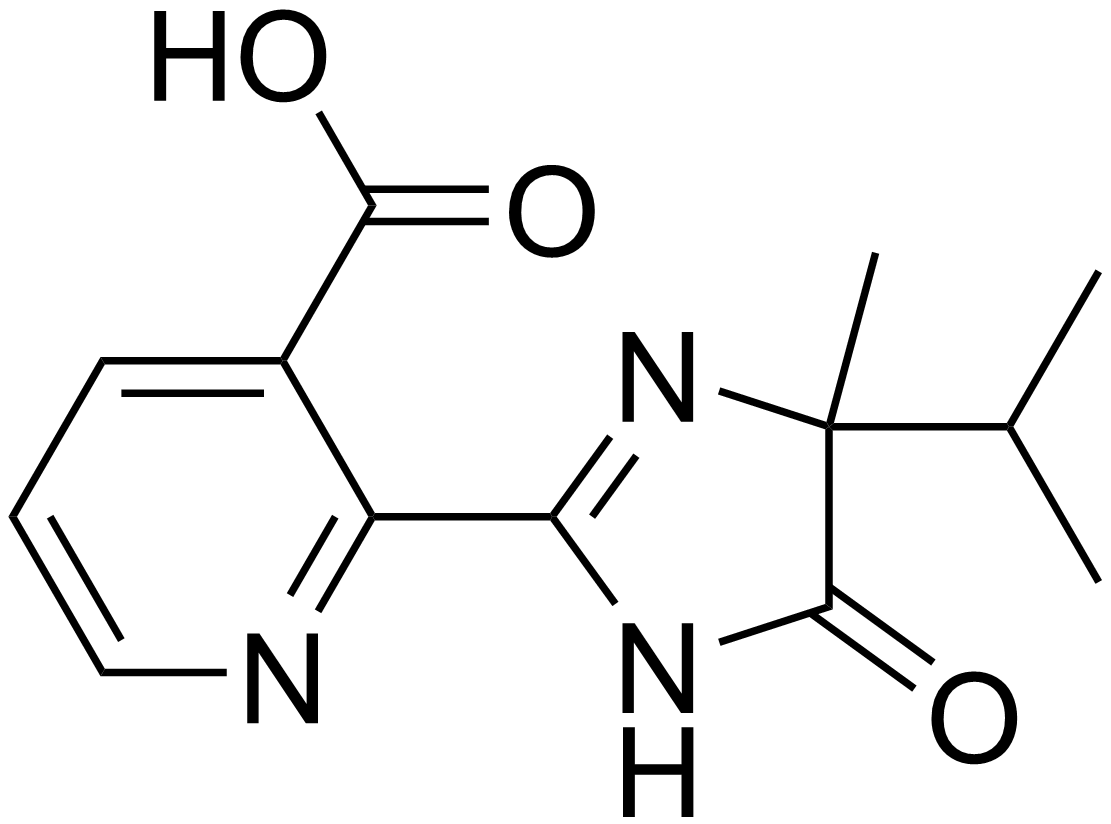
Estructura química del Imazapyr.

Las imidazolinonas son una familia de herbicidas cuyo modo de acción consiste en la inhibición de la síntesis de los aminoácidos de cadena ramificada de las plantas susceptibles. Si bien no presentan la misma estructura química que las sulfonilureas, comparten el mismo sitio de acción y muchas propiedades con ellas, como es el comportamiento en el suelo y muy baja toxicidad en los mamíferos. Estos herbicidas se absorben por las hojas y a través de las raíces y poseen actividad residual.

## Modo de acción
Las imidazolinonas controlan un amplio espectro de malezas, incluyendo gramíneas, ciperáceas y latifoliadas. Estos herbicidas son absorbidos por las raíces y las hojas de las plantas, siendo transportados por el floema y el xilema y acumulándoese en los puntos de crecimiento. Su mecanismo de acción se basa en la inhibición de la enzima acetohidroxiácido sintasa (también concoida como Acetolactato sintetasa) esencial en el proceso de síntesis de los aminoácidos de cadena ramificada en la planta (valina, leucina e isoleucina). El efecto fitotóxico de las imidazolinonas está causado por la deficiencia de esos aminoácidos, lo que provoca una disminución de la síntesis de proteínas, lo que afecta la división celular y la translocación de fotosintatos en los puntos de crecimiento. Esos procesos provocan reducción del crecimiento de las plantas y de la elongación de las hojas, clorosis, necrosis y muerte de las plantas susceptibles.

## Estructura química

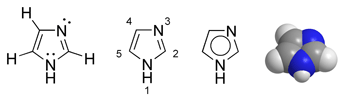
Estructura química del Imidazol.

Los herbicidas del grupo de las imidazolinonas tales como el imazapyr, imazapic, imazethapyr, imazamox, imazamethabenz e imazaquin, contienen en sus moléculas una estructura química en común, el imidazol. Se separan en tres grupos de acuerdo a la presencia de una segunda estructura cíclica. El imazaquin tiene un grupo quinolina; el imazamethabenz, un anillo benceno; y las otras imidazolinonas, una anillo piridina. A este último grupo, piridina imidazolinona, pertenecen cuatro moléculas, que se diferencian por um radical unido al carbono 5 del anillo. El imazapyr presenta un hidrógeno (H); el imazapic, un grupo metilo (CH3); el imazethapyr, un grupo etil (CH3-CH2); y el imazamox, un grupo metoximetil (CH3-O-CH2).

## Ejemplos
- Imazapyr. Es un herbicida de amplio espectro que controla la mayoría de las malezas gramíneas y de hoja ancha anuales y perennes, incluyendo arbustos leñosos y árboles decíduos en áreas no cultivables. Se usa también en algunos cultivos de plantación, como caña de azúcar, caucho y palma de aceite. A las dosis usadas en áreas no cultivadas, puede persistir en el suelo durante más de un año.

- Imazamethabenz-metil. Controla varias gramíneas y especies de hoja ancha en los cultivos de cebada y trigo. Se aplica en post-emergencia y tiene actividad en el suelo, por lo que controla las malezas que germinan después de su aplicación.

- Imazaquin. Se usa en el cultivo de soja y se aplica para controlar muchas malezas de hoja ancha y algunas gramíneas. Se metaboliza rápidamente en la soja pero es persistente en el suelo, por lo que presenta restricciones sobre la rotación de varios cultivos susceptibles, como el maíz y el sorgo.

- Imazethapyr. Se usa ampliamente en soja y otras leguminosas, como maní, poroto y alfalfa. Controla un gran número de especies malezas, tales como muchas gramíneas. Presenta restricciones en la rotación con varios cultivos, como sorgo, algodón y arroz.